# Walter Stierli
Walter Stierli (* 13. Februar 1948, heimatberechtigt in Luzern) ist ein Schweizer Unternehmer und Fussballfunktionär.
Stierli war Gründungsmitglied der «FC Luzern-Innerschweiz AG» und führte die Aktiengesellschaft auf eine solide finanzielle Basis. Er ist Präsident des Verwaltungsrates und Chief Executive Officer seiner in Kriens ansässigen Firma «S & P Group AG» (vormals «Stierli + Partner AG»), die sich im Versicherungswesen betätigt.
Stierli gründete 1980 den Club 200, eine Gönnervereinigung für den FC Luzern. Im Oktober 2005 wurde Stierli zum Präsidenten des Fu gewählt. Besondere mediale Aufmerksamkeit erhielt er, als er im Barrage-Spiel am 13. Juni 2009 gegen den FC Lugano nach einem Petardenwurf gegen den Schiedsrichter einschritt und die eigenen Anhänger dazu aufrief, damit aufzuhören.
Im April 2012 gab Stierli seinen Rücktritt als Präsident des FC Luzern per Ende Saison 2011/2012 bekannt, ein Jahr früher als geplant. Im Mai 2012 wurde er zum Ehrenpräsident des Vereins gewählt. Stierli erhielt zeitgleich auch die Ehrennadel der Stadt Luzern.
Im Oktober 2014 gab Stierli bekannt, sein Verwaltungsrats-Mandat bei der FCL-Holding per Ende Jahr 2014 abzugeben. Stierli gab an, über die sportliche und finanzielle Situation des Fussballvereins frustriert zu sein, dessen neue Klubphilosophie er nicht mehr mittragen wollte. Für Stierlis Aktienpaket von 25 Prozent wurde ab 2015 ein Investor gesucht. Mitte Jahr 2016 verzichtete der chinesischen Investor Yunfeng Gao nach Verhandlungen auf die Übernahme des freien Aktienpakets von Stierli.